# Peplometus
Peplometus Simon, 1900 è un genere di ragni appartenente alla famiglia Salticidae.

## Distribuzione
Le due specie note di questo genere sono diffuse in Africa occidentale e in Sudafrica..

## Tassonomia
A maggio 2010, si compone di due specie:
- Peplometus biscutellatus (Simon, 1887)[2] — Africa occidentale
- Peplometus chlorophthalmus Simon, 1900 — Sudafrica